# シンガポール女子サッカー・プレミアリーグ
シンガポール女子サッカー・プレミアリーグ（英語: FAS women's premier league）は、シンガポールサッカー協会(FAS)傘下で運営する、シンガポール国内における女子サッカーの最高峰リーグ。2012年現在、8チームが在籍している。2011年はセブンズリーグと呼ばれた。

## 概要
開催時期は年によってまちまちだが、基本的に7月～9月の夏季に集中開催され、二回戦総当りの集中開催方式で戦う。2011年はジャラン・ベサール・スタジアムで開催された。

## 参加チーム（2012シーズン)
- ミドル・レンジャーズFC
- FASヤングウーマン
- ウィンチェスター・ユナイテッドFC
- PSA女子サッカーチーム
- ペトラFC
- アリオンWFC
- タンジョン・パガー・ユナイテッドFC女子
- アン・モ・キオ・ユナイテッドFC

## 歴代優勝チーム
各シーズン優勝チームのリスト。
| 年   | 優勝チーム                         |
| ---- | ---------------------------------- |
| 2000 | タンピネス・ローヴァース1951       |
| 2001 | 不明                               |
| 2002 | タンピネス・ローヴァース1951       |
| 2003 | タンピネス・ローヴァース1951       |
| 2004 | 広州日之泉                         |
| 2005 | パヤ・レバー・パンゴールFC         |
| 2006 | FASヤングウーマン                  |
| 2007 | ビシャン・アーセナルFC             |
| 2008 | FASヤングウーマン                  |
| 2009 | センカン・パンゴールWFC            |
| 2010 | アン・モ・キオFC                   |
| 2011 | ミドル・レンジャーズFC             |
| 2012 | タンジョン・パガー・ユナイテッドFC |